# Mac Jones
Pour les articles homonymes, voir Jones.
(en) Statistiques sur pro-football-reference
Mac Jones, né le 5 septembre 1998 à Jacksonville en Floride, est un sportif professionnel américain de football américain jouant au poste de quarterback dans la National Football League (NFL) depuis la saison 2021, et pour la franchise des 49ers de San Francisco depuis la saison 2025.
Il est finaliste du trophée Heisman 2020 après avoir joué pendant quatre saisons (dont une seule en tant que titulaire) au niveau universitaire pour le Crimson Tide de l'Alabama où il établit, en tant que junior, plusieurs records de la NCAA Division I Football Bowl Subdivision (FBS) soit celui de la meilleure évaluation de QB et celui du meilleur pourcentage de passes réussies.
Il est ensuite sélectionné en quinzième choix global de la draft 2021 de la NFL par la franchise des Patriots de la Nouvelle-Angleterre. Préféré à Cam Newton après le camp d'entraînement, il est désigné titulaire par l'entraîneur principal Bill Belichick dès sa première saison dans la ligue. Il qualifie les Patriots pour la série éliminatoire 2021 tout en décrochant une sélection pour le Pro Bowl 2022 et en étant sélectionné dans l'équipe des rookies de la saison 2021.
Cependant, Jones rencontre des difficultés au cours des deux saisons suivantes, et il perd sa position de titulaire en 2023 avant d'être échangé aux Jaguars de Jacksonville en 2024 puis rejoindre les Seahawks en 2025 et les 49ers de San Francisco en mars 2025.

## Biographie

### Jeunesse
Fils d'Holly et Gordon Jones, Michael McCorkle Jones naît le 5 septembre 1998 à Jacksonville en Floride. Son père est un ancien joueur professionnel de tennis. Visage juvénile, gabarit fluet, Jones s'engage très jeune auprès de l'équipe universitaire de football américain des Wildcats du Kentucky en juillet 2015. Ses performances à la Bolles School de Jacksonville lui valent de voir les offres de bourse se multiplier jusqu'à en obtenir vingt-quatre. En juin 2016, Jones se retire de son engagement auprès des Wildcats pour devenir le deuxième remplaçant du Crimson Tide de l'Alabama, derrière Jalen Hurts et Tua Tagovailoa. En fin d'année, il est invité pour être le quarterback de l'équipe des États-Unis de football américain des moins de 19 ans.

### Carrière universitaire
Recrue quatre étoiles, le jeune Mac Jones apprend dans l'ombre dans l'un des meilleurs programmes de football américain universitaire,. Redshirt lors de la saison 2017, le quarterback de 19 ans fait d'abord l'actualité des faits divers. Arrêté à deux heures du matin à la suite d'un accident de la route, son test d'alcoolémie se révèle positif et le joueur montre une fausse carte d'identité aux officiers de police,. Emprisonné, sa caution est fixée à 1 300 $. Nick Saban se déclare publiquement déçu des actions de sa jeune recrue,.
Finaliste du trophée Heisman 2020, Mac Jones se présente à la draft 2021 de la NFL après une unique saison universitaire complète en tant que titulaire.
En fin de saison 2020, il se voit décerner le Davey O'Brien Award, le Johnny Unitas Golden Arm Award et le Manning Award,.

### Carrière professionnelle

#### Draft
Les Patriots de la Nouvelle-Angleterre sélectionnent Mac Jones en 15e choix global lors du premier tour de la draft 2021 de la NFL. Il devient le premier quarterback à être sélectionné par Bill Belichick au premier tour d'une draft. Il signe son contrat rookie d'une durée de quatre ans pour un montant de  15,6 millions de dollars le 6 juillet 2021.

#### Patriots de la Nouvelle-Angleterre (2021-2023)

##### 2021
Mac Jones est désigne titulaire pour le poste de quarterback en lieu et place de Cam Newton, lequel sera libéré par les Patriots lors de la dernière réduction de l'effectif. Numéro 10 sur le maillot, le quarterback de 23 ans réussit sa première prestation dans la NFL avec 29 passes réussies sur 39 tentées pour un gain de 281 yards et un touchdown lors de la défaite 17 à 16 contre les Dolphins de Miami. Dans une attaque portée sur le jeu de course et conservatrice dans ses choix de passes, Mac Jones se montre précis dans l'exécution, limitant les erreurs pour un débutant,.
Après un début de saison marqué par quatre défaites en six rencontres, les Patriots enchaînent cinq victoires, impressionnant à plusieurs reprises, notamment lors du succès 45 à 7 contre les Browns de Cleveland. Encensé, Jones lève des questionnements sur sa chute dans la draft quelques mois plus tôt alors que la comparaison avec les autres recrues lui était favorable. Pendant cette série, Jones est au cœur d'une polémique pour avoir attrapé la cheville de Brian Burns après une perte de balle, un geste que son adversaire critique sévèrement, mais pour lequel Jones n'est pas sanctionné,.
Cette séquence de victoires est suivie par deux défaites consécutives contre les Colts et Bills, qui ont vu Jones enregistrer deux interceptions à chaque match,. Après une victoire éclatante (50-10) en déplacement chez les Jaguars lors du dernier match de la saison régulière, Jones devient le premier quarterback des Patriots autre que Brady à décrocher une place en série éliminatoire depuis 1998. Il inscrit également son 20e touchdown, battant le record de la franchise du plus grand nombre de touchdowns inscrits sur une saison par un quarterback rookie détenu jusqu'alors par Jim Plunkett en 1971.
Jones termine la saison avec 3 801 yards gagnés par la passe, 22 touchdowns et un pourcentage de complétion de 67,6 (le plus élevés des quarterbacks rookies en 2021). De plus, il est le seul quarterback rookie à afficher un bilan positif en saison régulière et à accéder à la série éliminatoire. Jones devient le premier quarterback rookie des Patriots à commencer un match éliminatoire (match de wild card contre les Bills). Il y gagne 232 yards à la passe, inscrivant deux touchdowns malgré deux interceptions et la défaite 17 à 47.
Pour sa performance lors de sa première saison, Jones est sélectionné dans l'équipe 2021 des rookies par Pro Football Writers of America (PFWA). Il se classe deuxième meilleur rookie offensif de la NFL derrière Ja'Marr Chase. Il est également sélectionné comme remplaçant pour le Pro Bowl 2022, faisant de lui la quatrième rookie des Patriots et le premier quarterback rookie de la franchise à recevoir les honneurs d'un Pro Bowl. Jones est classé par ses pairs, 85e du Top 100 des meilleurs joueurs 2022 de la NFL.

##### 2022
Avec le départ du coordinateur offensif Josh McDaniels, Jones commence la saison 2022 avec une nouvelle attaque menée par l'ancien coordinateur défensif Matt Patricia et avec l'ancien coordinateur des équipes spéciales Joe Judge (en) désigné entraîneur des quarterbacks. Jones connait des difficultés au cours des trois premiers matchs, se faisant intercepter à cinq reprises, n'inscrivant que deux touchdowns et ne remportant qu'un seul match. Lors de la défaite en 3e semaine contre les Ravens, au cours de laquelle est intercepté à trois reprises, Jones se blesse à la cheville lors de sa dernière passe (entorse de la cheville). Cette blessure l'éloigne des terrains pendant trois semaines au cours desquels les Patriots affichent un bilan de 2 victoires pour 1 défaite avec le rookie Bailey Zappe (en) au poste de quarterback.
Jones est de retour en 7e semaine pour le match du Monday Night Football contre les Bears, mais après deux 3 and out et une interception lors de son 3e drive, il est remplacé par Zappe qui ne peut empêcher la défaite 14 à 13. Jones est néanmoins titulaire la semaine suivante contre les Jets (victoire 22 à 17), réussissant 24 des 35 passes tentées pour un gain cumulé de 194 yards, un touchdown et une interception. Jones réalise sa meilleure performance de la saison lors du match de Thanksgiving contre les Vikings, avec un record en carrière de 382 yards et deux touchdowns, malgré la défaite 33 à 26. Les Patriots terminent la saison avec un bilan négatif de 8-9, Jones ayant gagné 1 229 yards, huit touchdowns et quatre interceptions lors de ses six dernières apparitions. Trois de ces interceptions ont eu lieu en deuxième mi-temps du dernier match de la saison contre les Bills (défaite 35-23), ce qui empêche les Patriots de participer à la série éliminatoire.
Jones termine la saison 2022 avec 2 997 yards et 14 touchdowns par la passe pour 11 interceptions, une régression notable par rapport à sa première saison,,,.

##### 2023
La saison 2023 voit un autre changement dans le jeu offensif des Patriots avec le retour du coordinateur offensif Bill O'Brien. Lors du premier match de la saison contre les Eagles, Jones termine le match avec 35 passes complétées sur 54 tentées pour un gain total de 316 yards, trois touchdowns et une interception malgré la défaite 20 à 25. La semaine suivante, Jones réussit 31 passes sur 42 pour 231 yards, un touchdown et une interception malgré la défaite 17 à 24 contre les Dolphins. Au cours de la victoire 15 à 10 en troisième semaine contre les Jets, Jones réussit 15 passes sur 29 tentées pour un gain cumulé de 201 yards.
Au cours de la 4e semaine contre les Cowboys, Jones est remplacé par Zappe après sa mauvaise performance, affichant une évaluation de QB de 39,9 avec trois revirements (turnover) lors d'une lourde défaite 3 à 38. La semaine suivante, Jones réalise à nouveau une piètre performance, ne réussissant que 12 passes sur 22 pour un maigre gain de 110 yards et deux interceptions, dont un pick-6, et un fumble. Il est de nouveau remplacé par Zappe au quatrième quart temps pour finalement perdre 34 à 0 contre les Saints. Au cours de la défaite 17 à 21 en 6e semaine contre les Raiders, Jones réussit 24 passes sur 33 pour 200 yards. La suite n'est pas meilleur avec trois défaites consécutives, Jones se faisant intercepter à cinq reprises sans inscrire de touchdown.
Les Patriots remportent ensuite le match contre les Bills 29 à 25, Jones réussissant 25 passes en 30 tentatives pour un gain de 272 yards et deux touchdowns. Les deux matchs suivants (contre les Dolphins et les Commanders), sont perdus respectivement 17 à 31 et 17 à 20. Lors du match joué à Francfort contre les Colts, Jones subit 5 sacks en première mi-temps ne réussissant que 15 des 20 passes tentées pour un gain de 170 yards et une interception. Il est dès lors remplacé pour la troisième fois de la saison par Zappe lors du dernier drive du match et reste sur le banc pour le reste de la saison.

#### Jaguars de Jacksonville (2024)
Le 14 mars 2024, Jones est échangé aux Jaguars de Jacksonville contre un choix de 6e tour de la draft 2024.
Après la blessure de Trevor Lawrence lors du match de la 9e semaine, Jones est titularisé pour les deux matchs suivants qu'il perd,. Il remplace de nouveau Lawrence en 13e semaine à la suite d'une commotion subie dans le deuxième quart temps. Il termine le match avec 235 yards, deux touchdowns sans interceptions. Sa seule victoire en tant que titulaire survient la semaine suivante contre les Titans du Tennessee.
En fin de saison 2024, il devient agent libre, les Jaguars n'ayant pas activé l'option de cinquième année du contrat de Jones.

#### 49ers de San Francisco (2025)
Le 14 mars 2025, Jones signe un contrat de 7 millions de dollars avec les 49ers de San Francisco dont 5 sont garantis.

## Statistiques

### Universitaires
| Année  | Équipe                    | MJ     |         | Passes   | Passes | Passes | Passes | Passes | Passes | Passes  |       | Courses | Courses | Courses | Courses |
| Année  | Équipe                    | MJ     | Tentées | Réussies | Pct.   | Yards  | TD     | Int.   | Éval.  | Tentées | Yards | Moy.    | TD      |         |         |
| 2018   | Crimson Tide de l'Alabama | 06     | 013     | 05       | 38,5   | 0 123  | 01     | 0      | 143,3  | 03      | -8    | -2,7    | 0       |         |         |
| 2019   | Crimson Tide de l'Alabama | 11     | 141     | 097      | 68,8   | 1 503  | 14     | 3      | 186,6  | 16      | 36    | 2,3     | 1       |         |         |
| 2020   | Crimson Tide de l'Alabama | 13     | 402     | 311      | 77,4   | 4 500  | 41     | 4      | 203,1  | 35      | 14    | 0,4     | 1       |         |         |
| Totaux | Totaux                    | Totaux | 556     | 413      | 74,3   | 6 126  | 56     | 7      | 197,3  | 54      | 42    | 0,8     | 2       |         |         |

### NFL
| Année  | Équipe                             | MJ |                | Passes         | Passes         | Passes         | Passes         | Passes         | Passes         | Passes         |                | Courses        | Courses        | Courses | Courses |     | Sacks  | Sacks |  | Fumbles | Fumbles |
| Année  | Équipe                             | MJ | Tentées        | Réussies       | Pct.           | Yards          | TD             | Int.           | Éval.          | Tentées        | Yards          | Moy.           | TD             | Nb.     | Yards   | Nb. | Perdus |       |  |         |         |
| 2021   | Patriots de la Nouvelle-Angleterre | 17 | 521            | 352            | 67,6           | 3 801          | 22             | 13             | 92,5           | 44             | 129            | 2,9            | 0              | 28      | 241     | 7   | 3      |       |  |         |         |
| 2022   | Patriots de la Nouvelle-Angleterre | 14 | 442            | 288            | 65,2           | 2 997          | 14             | 11             | 84,8           | 47             | 102            | 2,2            | 1              | 34      | 231     | 5   | 1      |       |  |         |         |
| 2023   | Patriots de la Nouvelle-Angleterre | 11 | 345            | 224            | 64,9           | 2 120          | 10             | 12             | 77,0           | 26             | 096            | 3,7            | 0              | 22      | 127     | 3   | 2      |       |  |         |         |
| 2024   | Jaguars de Jacksonville            | 10 | 262            | 171            | 65,3           | 1 672          | 8              | 8              | 80,5           | 28             | 92             | 3,3            | 1              | 14      | 100     | 2   | 2      |       |  |         |         |
| 2025   | 49ers de San Francisco             | ?  | Saison à venir | Saison à venir | Saison à venir | Saison à venir | Saison à venir | Saison à venir | Saison à venir | Saison à venir | Saison à venir | Saison à venir | Saison à venir | ?       | ?       | ?   | ?      |       |  |         |         |
| Totaux | Totaux                             | 52 | 1 570          | 1 035          | 65,9           | 10 590         | 54             | 44             | 84,9           | 145            | 419            | 2,9            | 2              | 98      | 699     | 17  | 8      |       |  |         |         |

| Année  | Équipe                             | MJ |         | Passes   | Passes | Passes | Passes | Passes | Passes | Passes  |       | Courses | Courses | Courses | Courses |     | Sacks  | Sacks |  | Fumbles | Fumbles |
| Année  | Équipe                             | MJ | Tentées | Réussies | Pct.   | Yards  | TD     | Int.   | Éval.  | Tentées | Yards | Moy.    | TD      | Nb.     | Yards   | Nb. | Perdus |       |  |         |         |
| 2021   | Patriots de la Nouvelle-Angleterre | 1  | 38      | 24       | 63,2   | 232    | 2      | 2      | 75,8   | 2       | 18    | 9,0     | 0       | 3       | 16      | 0   | 0      |       |  |         |         |
| Totaux | Totaux                             | 1  | 38      | 24       | 63,2   | 232    | 2      | 2      | 75,8   | 2       | 18    | 9,0     | 0       | 3       | 16      | 0   | 0      |       |  |         |         |

## Vie privée
Depuis 2019, Jones entretient une relation avec Sophie Scott, qu'il a rencontrée à l'Université de l'Alabama.
Jones a été surnommé « Joker » à l'université pour son habitude de rire la bouche ouverte et de s'amuser dans les vestiaires avec ses coéquipiers.
En août 2021, Jones signe un accord de parrainage avec NoBull, une entreprise basée à Boston qui fabrique des chaussures et des vêtements de sport.